# Pit Bukowski
Pit Bukowski (* 1988 in Ost-Berlin) ist ein deutscher Schauspieler.

## Leben
Pit Bukowski ist der Sohn des Dramatikers Oliver Bukowski. Sein erstes Engagement hatte er im Jahr 2000 am Berliner Theater 89, in dem er als Kind und Erwachsener in diversen Rollen auf der Bühne zu sehen war. Er hatte sein Leinwanddebüt in dem Berlinale-Beitrag Sie haben Knut, für den Regisseur Stefan Krohmer den damals 15-Jährigen entdeckt hatte. Seither war er in zahlreichen Kurz- und Spielfilmen zu sehen und hatte Auftritte in diversen Fernsehserien, darunter Babylon Berlin und Das Boot sowie Thomas Vinterbergs Drama Kursk. Bukowski spielt klassische sowie E-Gitarre. Er lebt in Berlin.
„Pit Bukowski doesn’t shy away from tough projects“ (deutsch: „Er schreckt auch vor schwierigen Projekten nicht zurück“), schrieb das englischsprachige Berliner Kulturmagazin Lola Mag anlässlich eines Interviews mit ihm. „Bukowski has continued to wow audiences and directors alike“ (deutsch: „… und begeistert dabei das Publikum genauso wie seine Regisseure“). Seine Arbeit umfasse Rollen in allen Bereichen „from underground indie projects and theatre to Tom Tykwer’s new TV Series Berlin Babylon“ (deutsch: „von Underground-Indie-Projekten über Theater bis zu Tom Tykwers neuer TV-Serie Babylon Berlin“).
Bukowski lebt in Berlin.

## Filmografie (Auswahl)

### Kinofilme
- 2003: Sie haben Knut
- 2004: Max und Moritz Reloaded
- 2009: Dorfpunks
- 2010: Dr. Ketel – Der Schatten von Neukölln
- 2011: Schuld sind immer die Anderen
- 2011: Lore
- 2011: Der Brand
- 2011: 90 Minuten – Das Berlin Projekt
- 2013: Großstadtklein
- 2013: Lost Place
- 2013: Tape 13
- 2014: Zwischen Welten
- 2015: Der Bunker
- 2015: Als wir träumten
- 2016: Seitenwechsel
- 2016: Wild
- 2016: A young man with high potential
- 2017: In Zeiten des abnehmenden Lichts
- 2017: Gutland
- 2018: Werk ohne Autor
- 2018: Kursk
- 2019: Frau Stern
- 2020: Chasing Paper Birds
- 2021: The Forgotten Battle
- 2022: Der Fuchs
- 2023: Weil der Mensch erbärmlich ist
- 2025: Das Kanu des Manitu

### Fernsehen
- 2008: Großstadtrevier (Fernsehserie, Folge Das Erfolgsgeheimnis)
- 2008: Der Kriminalist (Fernsehserie, Folge Fahrt in den Tod)
- 2009: SOKO Leipzig (Fernsehserie, Folge Flucht ins Vergessenl)
- 2009: Notruf Hafenkante (Fernsehserie, Folge Der blonde Engel)
- 2009: Rote Rosen
- 2010: Tatort: Der letzte Patient (Fernsehreihe)
- 2010: Unser Charly (Fernsehserie, Folge Charly und Jazz)
- 2011: Krimi.de (Fernsehserie, Folge Schuldig)
- 2011: Verbrechen nach Ferdinand von Schirach (Fernsehserie, Folge Notwehr)
- 2011: Die Draufgänger (Fernsehserie, Folge Matrjoschka)
- 2011: Hannah Mangold & Lucy Palm
- 2011: SOKO Wismar (Fernsehserie, Folge Tod eines Richters)
- 2011: Unsere Mütter, unsere Väter
- 2012: Kommissar Stolberg (Fernsehserie, Folge Blutsbrüder)
- 2012, 2014: Mord mit Aussicht
- 2012: Kreutzer kommt … ins Krankenhaus[4]
- 2013: Heiter bis tödlich (Fernsehserie, Folge Majas Filmriss)
- 2013: Danni Lowinski (Fernsehserie, Folge Scheidung auf Islamisch)
- 2014: Tatort: Im Schmerz geboren
- 2014: Polizeiruf 110: Eine mörderische Idee (Fernsehreihe)
- 2015: Tatort: Der Irre Iwan
- 2015: Was geht mich das an?[5]
- 2015: Großstadtrevier (Fernsehserie, Folge Zwei Halunken)
- 2015: Der Staatsanwalt (Fernsehserie, Folge Vom Tod gezeichnet)
- 2015: Besuch für Emma
- 2015: SOKO Leipzig (Fernsehserie, Folge Bewegliche Ziele)[6]
- 2015: Spreewaldkrimi: Die Sturmnacht
- 2015: Mordkommission Berlin 1
- 2016: Heldt (Fernsehserie, Folge Nichts zu verzollen)
- 2016: Rentnercops – Der Kommissar
- 2016: Die Spezialisten – Im Namen der Opfer (Fernsehserie, Folge 9: Totenkopf)
- 2016: Letzte Spur Berlin (Fernsehserie, Folge Arbeitswut)
- 2016: Zorn – Wie sie töten (Fernsehreihe)
- 2017: Hit Mom – Mörderische Weihnachten
- 2017: Tatort: Borowski und das Fest des Nordens
- 2017: Babylon Berlin (Fernsehserie, 6 Folgen)
- 2017: Counterpart (Fernsehserie, Folge 1x01)
- 2017: Berlin Station (Fernsehserie, Folge 2x01)
- 2018: Blockbustaz – Willkommen in der Hood (Fernsehserie, 3 Folgen)
- 2018: Kruso
- 2018: Das Boot (Fernsehserie, 14 Folgen)
- 2018: Krieg der Träume (Fernsehserie, 2 Folgen)
- 2019: Ottilie von Faber-Castell – Eine mutige Frau
- 2019: Nachtschicht – Cash & Carry (Krimireihe)
- 2021: Tatort: Der böse König
- 2021: Die Jägerin – Nach eigenem Gesetz
- 2021: Zero
- 2022: Tatort: Leben Tod Ekstase
- 2022: Polizeiruf 110: Hexen brennen
- 2023: Winterwalzer (Fernsehfilm)
- 2025: Marie Brand und das tote Au-pair
- 2025: Die Bachmanns
- 2025: Trapps Sommer

### Kurzfilme & Musikvideos
- 2007: Bonzenkarren[7]
- 2007: Cowboy[8]
- 2007: Der Großvater[9]
- 2008: The boy who wouldn't kill[10]
- 2009: Jessi[11]
- 2009: Freigänger[12]
- 2009: Rette sich wer kann[13]
- 2017: Antimarteria[14]
- 2020: Feels Trip & Bukowski – Fountain[15]

## Theater (Auswahl)
- 2000: Furcht und Elend des dritten Reiches – Bertolt Brecht – Regie: Hans Joachim Frank – Theater 89[16]
- 2000: Maienschlager – Katharina Gericke – Regie: Hans Joachim Frank – Theater 89 – Theater 89[17]
- 2001: Adam Geist – Dea Loher – Regie: Gabriele Heinz – Theater 89[18]
- 2010: Jugend ohne Gott – Regie: Hans Joachim Frank – Theater 89
- 2011: Der kleine Prinz – Regie: Hans Joachim Frank – Theater 89
- 2011: Letztes Territorium – Regie: Hans Joachim Frank – Theater 89
- 2012–2015: Ansichten eines Clowns – Regie: Hans Joachim Frank – Theater 89
- 2013: Deine Schnauze wird dir in Sibirien zufrieren – Erwin Jöris – Regie: Hans Joachim Frank – Theater 89
- 2014: Wer ist die Waffe, Wo ist der Feind – Oliver Bukowski – Regie: Hans Joachim Frank – Theater 89

## Hörspiele
- 2011: Gone – Debby Tucker Green – Deutschlandfunk
- 2014: Game Blowback – Elodie Pascal – Deutschlandradio
- 2014: Als wir krieg spielten – Dirk Laucke – WDR
- 2015: Man Down – André Pilz – NDR Hörspielstudio
- 2016: Blutsbrüder – Ernst Haffner – Deutschlandradio
- 2018: Frost – John Rector – Deutschlandfunk
- 2020: Der V-Komplex – Dorian Steinhoff & Tilman Strasser – WDR
- 2024: Edgar Linscheid und Stuart Kummer: GRЁUL 2 – Die Legende lebt (Hörspiel – WDR)[19]
- 2025:Sabine Ballbach, Sonja Cöster und Lena Gouverneur: Kyllroth. Tödliche Heimkehr 1917 (Hörspiel - WDR)[20]